# IC 1288
IC 1288 — галактика типу SBa (компактна витягнута галактика) у сузір'ї Ліра.
Цей об'єкт міститься в оригінальній редакції індексного каталогу.